# جون موريسون
جون موريسون (بالإنجليزية: John Morrison)‏ (1904، سندرلاند في المملكة المتحدة - 1998، ملبورن في أستراليا)؛ كاتب وروائي أسترالي-بريطاني.